# مارينيو (لاعب كرة قدم برتغالي)
مارينيو (بالبرتغالية: Mário Rui Correia Tomás‏) هو لاعب كرة قدم برتغالي في مركز نصف الجناح، ولد في 26 أبريل 1983 في لشبونة في البرتغال. لعب مع نادي أكاديميكا كويمبرا ونادي فاتيما ونافال.

## وصلات خارجية
- مارينيو (لاعب كرة قدم برتغالي) على موقع قاعدة بيانات كرة القدم.إي يو (الإنجليزية)
- مارينيو (لاعب كرة قدم برتغالي) على موقع Soccerway.com (الإنجليزية)
- مارينيو (لاعب كرة قدم برتغالي) على موقع عالم كرة القدم.نت (الإنجليزية)
- مارينيو (لاعب كرة قدم برتغالي) على موقع AS.com (الإسبانية)